# Anciens membres du Front Polisario
 (avril 2023).
 (avril 2023).
La mise en forme du texte ne suit pas les recommandations de Wikipédia : il faut le « wikifier ».
Les points d'amélioration suivants sont les cas les plus fréquents. Le détail des points à revoir est peut-être précisé sur la page de discussion.
- Les titres sont pré-formatés par le logiciel. Ils ne sont ni en capitales, ni en gras.
- Le texte ne doit pas être écrit en capitales (les noms de famille non plus), ni en gras, ni en italique, ni en « petit »…
- Le gras n'est utilisé que pour surligner le titre de l'article dans l'introduction, une seule fois.
- L'italique est rarement utilisé : mots en langue étrangère, titres d'œuvres, noms de bateaux, etc.
- Les citations ne sont pas en italique mais en corps de texte normal. Elles sont entourées par des guillemets français : « et ».
- Les listes à puces sont à éviter, des paragraphes rédigés étant largement préférés. Les tableaux sont à réserver à la présentation de données structurées (résultats, etc.).
- Les appels de note de bas de page (petits chiffres en exposant, introduits par l'outil «  Source ») sont à placer entre la fin de phrase et le point final[comme ça].
- Les liens internes (vers d'autres articles de Wikipédia) sont à choisir avec parcimonie. Créez des liens vers des articles approfondissant le sujet. Les termes génériques sans rapport avec le sujet sont à éviter, ainsi que les répétitions de liens vers un même terme.
- Les liens externes sont à placer uniquement dans une section « Liens externes », à la fin de l'article. Ces liens sont à choisir avec parcimonie suivant les règles définies. Si un lien sert de source à l'article, son insertion dans le texte est à faire par les notes de bas de page.
- La présentation des références doit suivre les conventions bibliographiques. Il est recommandé d'utiliser les modèles {{Ouvrage}}, {{Chapitre}}, {{Article}}, {{Lien web}} et/ou {{Bibliographie}}. Le mode d'édition visuel peut mettre en forme automatiquement les références.
- Insérer une infobox (cadre d'informations à droite) n'est pas obligatoire pour parachever la mise en page.

Pour une aide détaillée, merci de consulter Aide:Wikification.
Si vous pensez que ces points ont été résolus, vous pouvez retirer ce bandeau et améliorer la mise en forme d'un autre article.
 (avril 2023).
Depuis la fin des années 1980, plusieurs membres du Front Polisario ont décidé de cesser leurs activités militaires ou politiques pour le Front Polisario. La plupart d'entre eux sont revenus des camps de réfugiés sahraouis d'Algérie vers le Maroc, et parmi eux quelques membres fondateurs et hauts fonctionnaires. Certains d'entre eux promeuvent activement la souveraineté marocaine sur le Sahara occidental, que le Maroc considère comme ses Provinces du Sud. Leurs raisons individuelles de cesser de travailler pour le Polisario, telles que rapportées dans les médias, varient entre des allégations de violations des droits de l'homme, des allégations de monopolisation et d'abus de pouvoir, de chantage et de séquestration de la population réfugiée à Tindouf et de gaspillage de l'aide étrangère. Ils affirment également que le Polisario est contrôlé par le gouvernement algérien et, comme l'a dit un ancien membre du bureau politique de Polisario, Mustapha Bouh Barazani, Polisario, contrairement à ce qui a pu être prétendu, n'est pas né dans les territoires du sud marocain sous occupation espagnole, mais a été créé à Rabat par « un groupe d'étudiants marocains qui exhortait le colonisateur espagnol à partir et qui n'avait jamais revendiqué l'indépendance ou la séparation avec la mère patrie marocaine ».
Les rapports sur les expériences des anciens membres du Polisario ont généralement été publiés dans les journaux marocains soutenant la position du gouvernement sur le Sahara Occidental. La possibilité de rendre compte librement du problème du Sahara Occidental est limitée au Maroc (voir : Institut international de la presse, Revue mondiale de la liberté de la presse, 2005 Maroc).
Le membre du Congrès américain Donald M. Payne, du New Jersey, a évoqué en 2005 certains anciens membres du Polisario lors d'une audition devant la sous-commission sur l'Afrique : « Aussi plusieurs personnes qui étaient en position d'autorité dans les camps du Polisario, lorsque de graves violations des droits de l'Homme dont la torture étaient monnaie courante, notamment à la fin des années 1970 et tout au long des années 1980, occupent aujourd'hui des postes d'autorité dans l'administration civile marocaine. Ceci est basé sur des informations dont Amnesty International a eu connaissance".

## Liste de membres notables du Front Polisario
Voici une liste de quelques anciens membres du Polisario. Elle n'est pas exhaustive :
- Ahmedou Souelem Ahmed Brahim, ancien « ministre », chargé des relations avec le monde arabe[2]
- Omar Hadrami - responsable de la sécurité militaire du POLISARIO, un parent de feu Ma al-'Aynayn[réf. nécessaire]
- Lebnaha Attaya - Proche du Premier ministre de la République Arabe Sahraouie Démocratique, Mahfoud Ali Beiba
- Ghaoutah Mohamed Ahmed Baba - agent de recensement
- Mustapha El Barazani - membre fondateur et représentant à l'Organisation de l'unité africaine
- Mustapha Bouh - Commissaire politique de l'Armée populaire de libération sahraouie.
- Bachir Dkhill - Membre fondateur du Polisario [réf. nécessaire], représentant de l'organisation dans plusieurs pays et organisations
- Guajmoula Bent Ebbi - membre du Politburo, et aujourd'hui député marocain.
- Sidati Mohamed Abdellahi alias Sidati El Ghallaoui - représentant du Polisario en Italie et à Malte[3]
- Mohamed Abdelkader Ould Mohamed Oul Habiboullah Ould Haibelti - A occupé plusieurs postes de direction[Lequel ?] avant de diriger la Radio-République Sahraouie
- Brahim Hakim - Ancien ministre des Affaires étrangères du RASD et représentant du POLISARIO en Amérique du Nord
- Maâlainine Mohamed Khaled - Observateur du Polisario à la MINURSO en Mauritanie (5-7-2005)[4]
- Boullahi El Khalifa - Directeur de la diffusion radio du Polisario
- Mohamed Salem Khatri
- Keltoum Khayati - Anciennement responsable de l'organisation des femmes[5].
- Ayoub Lahbib - Membre fondateur du Polisario et membre du Comité Exécutif
- Abderrahmane Leibek – membre du Polisario
- Mohamed Ahmed ben Omar Ouled M'Birek - Représentant du Polisario pour l'identification des Sahraouis
- Ahmed Moulay M'Hamed - Chef des Services de Sécurité[6]
- Lfdal Malainine - directeur au ministère de l'Éducation
- Ghoulam Najem Mouichane - représentant en Allemagne[6]
- Ahmed Ould Mohamed Abderrahman Cheikh Abdelaziz Rabani[7]
- Hametti Rabani - Ministre de la Justice et des Cultes
- Mohamed Abdellahi Ould Mohamed El Mostapha Rabani - Avocat[7]
- El Haj Abdellah Ould Abdelkader Ould Rabani – Journaliste[7]
- Merrebih Rebou[8]
- Ahmed Ould Saleh - secrétaire personnel d'Ayoub Lahbib[9]
- Bouchaâb Yahdih - représentant du Polisario en France
- Cheikh Ali El Bouhali Hnini
- Daifallah Yahdih - ancien responsable du recensement
- Cheikh El Mahjoub Ould M'Hamed Salem Ould Erraha - ancien agent de recensement[10]
- Semlali Aabadilah - ancien homme politique du Polisario